# 元德站
元德站（：／ Wondeok yeok */?）是京義·中央線沿線的一座地面車站，位於韓國京畿道楊平郡楊平邑元德里。本站至龍門站的廢棄鐵道自2010年5月3日起重新作為軌道自行車使用。

## 車站結構
站體為2面4線雙島式月台的地面車站，僅有1處出口。

### 月台配置
| ↑ 楊平          |
| ４３ \| ２１ \| |
| 龍門 ↓          |

| 月台 | 路線                   | 目的地                 |
| ---- | ---------------------- | ---------------------- |
| 1、2 | ●首都圈電鐵京義·中央線 | 砥平方向               |
| 3、4 | ●首都圈電鐵京義·中央線 | 文山、龍山、清涼里方向 |

## 歷史
- 1940年4月1日：开始使用。
- 2009年12月23日：首都圈電鐵中央線開始運行，無窮花號列車不再停靠。

## 相鄰車站
韓國鐵道公社
●首都圈電鐵京義·中央線
中央線緩行
楊平（K135）－元德（K136）－龍門（K137）